# 慎一之
慎 一之（しん かずゆき）は予備校講師である。河合塾、東進ハイスクール、東進衛星予備校などの講師である。大阪府出身。関西学院大学文学部文学言語学科英米学専修卒業。

## 著作
- 『慎先生のやさしく教える英文読解』（学研教育出版、2010年）